# Miran Muhàmmad Xa II
Miran Muhàmmad Xa II fou sobirà farúquida de Khandesh, fill i successor de Miran Mubarak Shah II quan aquest va morir el 24 de desembre de 1566. Immediatament de la seva pujada un noble de Gujarat, Changiz Khan, aprofitant les lluites entre els diversos amirs durant el regnat de Muzaffar III, va atacar Nandurbar i la va ocupar i va seguir cap a Thalner. Miran Muhammad Shah II, amb ajut de Tufal Khan de Berar el va poder rebutjar i recuperar Nandurbar. Llavors va reclamar els seus drets al tron de Gujarat i va avançar cap a Ahmedabad però fou derrotat. Com que finalment Akbar el Gran va annexionar Gujarat aquesta fou la darrera vegada que es va plantejar el conflicte successori. El 1574, aliat al Sultanat de Bijapur i Golkonda, va intentar envair Berar que havia estat annexionat per Murtada Nizam Shah I d'Ahmadnagar el qual, però, s'enfrontava a un pretendent, però Nizam Shah el va derrotar i en el contraatac va assaltar Burhanpur, i el va assetjar a Asirgarh, havent de comprar la retirada mitjançant un tribut. Va morir de malaltia el 1576. El va succeir el seu fill Hasan Khan.